# Mammillaria klissingiana
Mammillaria klissingiana là một loài thực vật có hoa trong họ Cactaceae. Loài này được Boed. mô tả khoa học đầu tiên năm 1927-1928.

## Hình ảnh

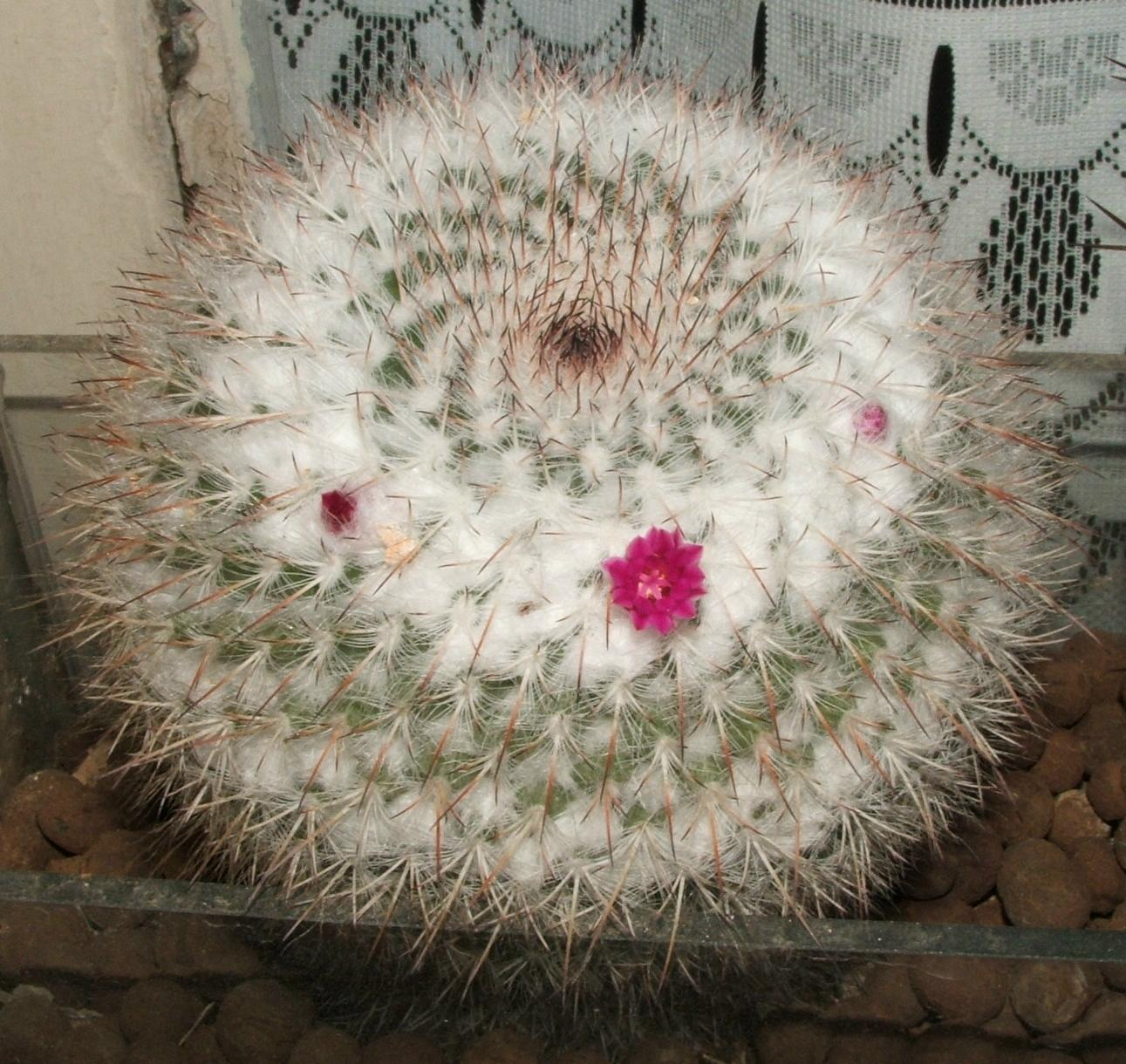
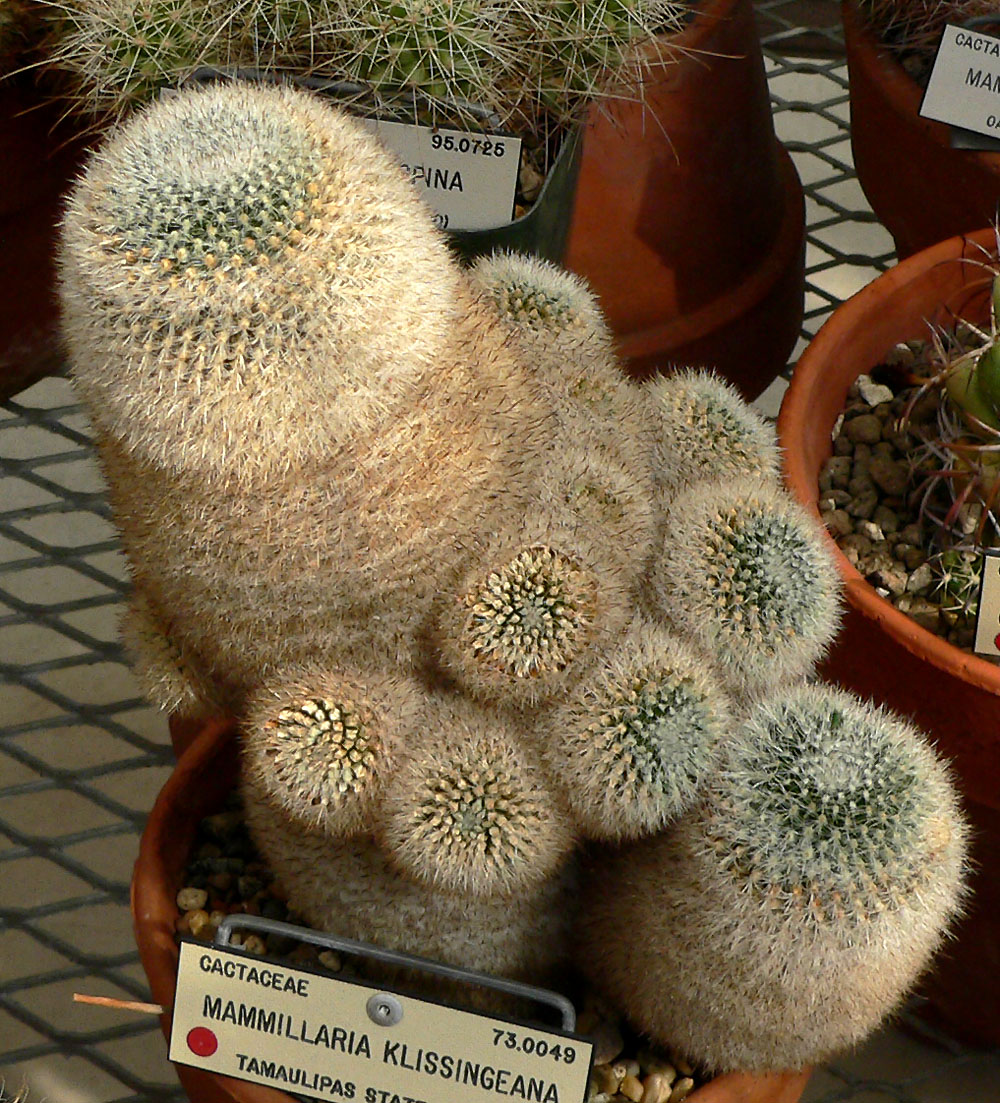
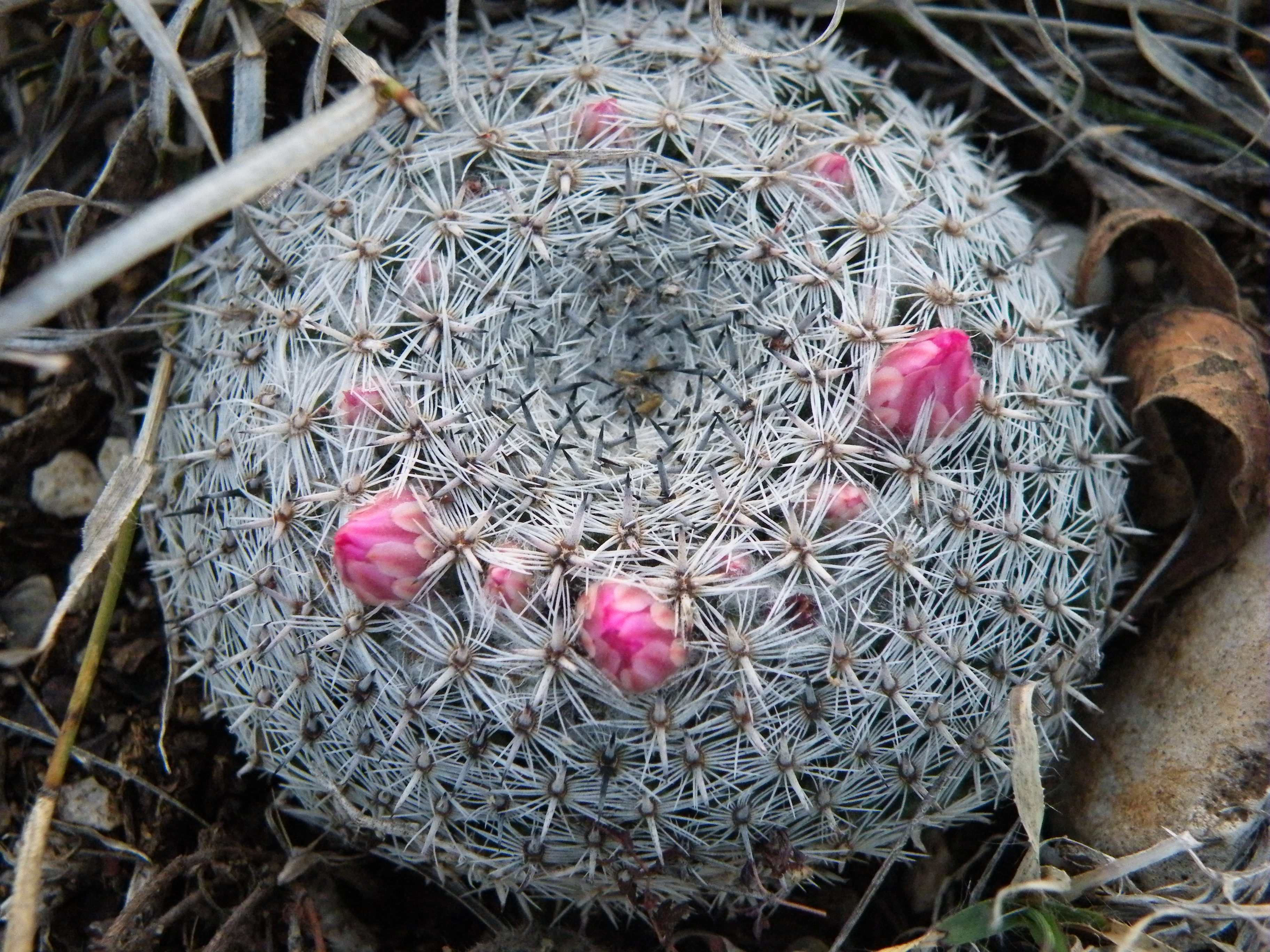
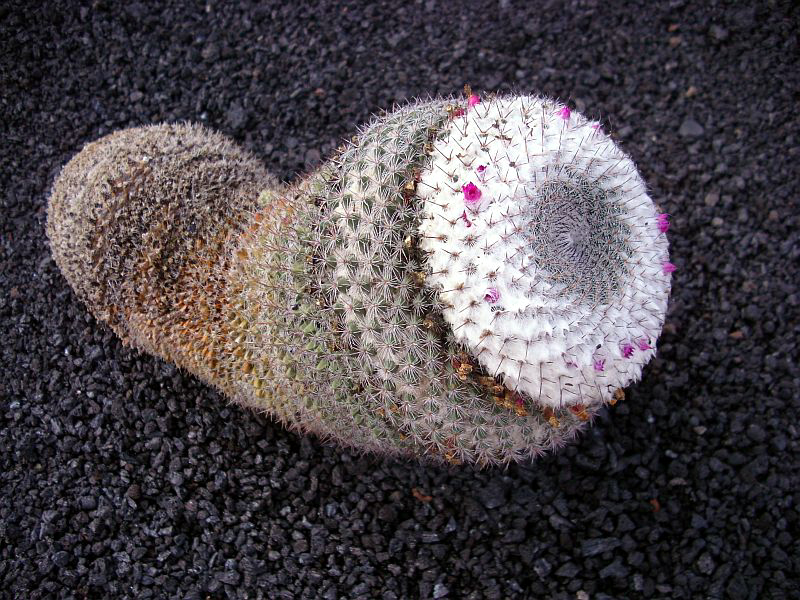